# مورغانيلة متحملة للبرد
مورغانيلة متحملة للبرد (الاسم العلمي: Morganella psychrotolerans) هي نوع من البكتيريا تتبع جنس المورغانيلة من الفصيلة المورغانيلية.